# Cassiopea (mitologia)
Cassiopea (in greco antico: Κασσιόπεια?) o Cassiepeia (in greco antico: Κασσιέπεια?) è un personaggio della mitologia greca. Era arrogante e vanitosa, caratteristiche che la portarono alla rovina. Fu una regina d'Etiopia.

## Genealogia
È una ninfa oppure è figlia di Eolo (con il nome di Iope). Sposò Cefeo da cui ebbe la figlia Andromeda.

## Mitologia
Arrogante e vanitosa, un giorno mentre era intenta a pettinarsi i capelli, dichiarò che la sua bellezza e quella di sua figlia superavano addirittura quella delle Nereidi, ninfe marine particolarmente seducenti, ma fu sentita da Anfitrite che lo riferì al marito Poseidone.

Per punirla, il dio del mare mandò Ceto a devastare il suo regno e a divorarne gli abitanti.

Un oracolo predisse che l'unico modo per soddisfare la fame del mostro era quello di sacrificare la figlia Andromeda, che fu incatenata a uno scoglio.
 
La bellezza di Andromeda fu però ammirata da Perseo che in cambio della promessa di matrimonio con lei uccise il mostro e la salvò.

Ma Poseidone non fu soddisfatto e posizionò la madre tra le stelle e nella costellazione di Cassiopea.
La forma della costellazione ricorda la sedia (che in origine rappresentava uno strumento di tortura).
Stefano di Bisanzio scrivendo di Cassiopea la chiama Iope asserendo che sia l'eponimo dell'odierna Giaffa.

### Nell'arte

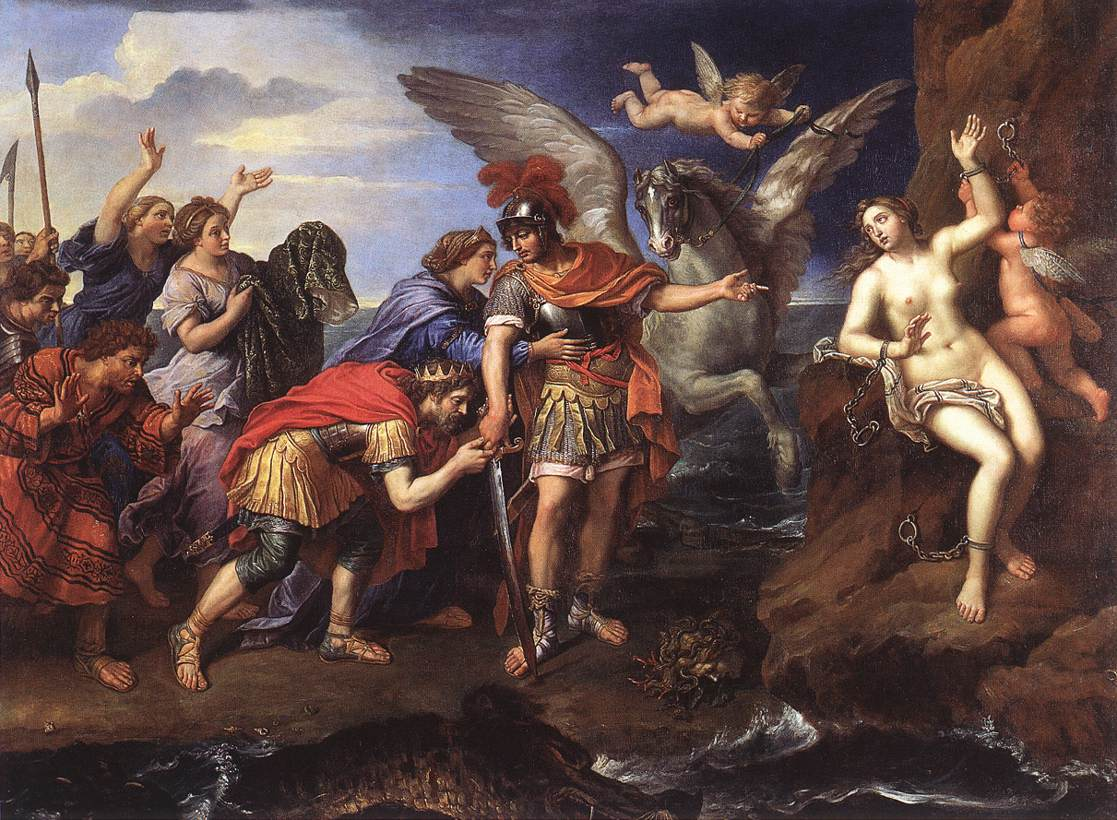
Il re Cefeo e Cassiopea ringraziano Perseo per la liberazione della figlia, La Délivrance d'Andromède (1679) Pierre Mignard, Louvre

Cassiopea non è sempre rappresentata legata alla sedia in tormento poiché in alcuni disegni successivi tiene uno specchio, simbolo della sua vanità, mentre in altri tiene una foglia di palma.
Gli antichi identificavano Cassiopea con la costellazione omonima che si trova vicino a quella di Cefeo e queste sono le uniche due costellazioni viola dedicate a marito e moglie.
Gli autori classici scrivono il suo nome   Cassiepeia, ma gli astronomi usano la diversa forma Cassiopea.